# Adam Zagajewski
Adam Zagajewski (Leopoli, 21 giugno 1945 – Cracovia, 21 marzo 2021) è stato un poeta, scrittore e saggista polacco.

## Biografia
Adam Zagajewski nacque a Leopoli nel 1945.  A causa del programma sovietico del secondo dopoguerra, nello stesso anno la famiglia Zagajewski fu costretta a trasferirsi a Gliwice, nella Polonia centrale. Dopo gli studi liceali si trasferì a Cracovia, dove studiò psicologia e filosofia. Il suo debutto letterario risale al 1967, anno in cui iniziò a pubblicare le sue poesie in alcune riviste culturali polacche. Fra la fine degli anni Sessanta e l'inizio degli anni Settanta fece parte del movimento letterario della New Wave polacca, conosciuta anche come 'Generazione 68'. Il movimento si proponeva di "resistere alle falsificazioni della realtà e all'appropriazione del linguaggio da parte dell'ideologia comunista e della propaganda". Nel 1975 fu tra i firmatari della Lettera dei 59, una lettera aperta con cui gli intellettuali polacchi denunciarono i cambi alla costituzione imposti dal Partito Comunista. A seguito di ciò, le opere di Zagajewski vennero censurate in Polonia dalle autorità comuniste.
Residente a Parigi dal 1981 al 2002, poi trasferitosi a Cracovia, fu insegnante di letteratura presso la University of Chicago.
L'opera di Zagajewski ha ricevuto il riconoscimento della critica internazionale ed è stata tradotta in numerose lingue. Lo scrittore e critico irlandese Colm Tóibín  sottolinea come nelle sue poesie migliori Zagajewski "è riuscito a connettere lo spazio dell'immaginazione con l'esperienza". Il poeta e critico americano Robert Pinsky osserva che  le poesie di Zagajewski riguardano "la presenza del passato nella vita di tutti i giorni: la storia non nel senso della cronaca dei morti [...] ma come una forma immensa, talvolta sottile, inerente a ciò che la gente vede e sente tutti i giorni - e ai modi in cui vediamo e sentiamo". 
Nel 1992 ricevette la prestigiosa Guggenheim Fellowship. Vinse il Neustadt International Prize for Literature nel 2004: fu il secondo polacco, dopo Miłosz, a ricevere il premio conferito dall'università statunitense. Nel 2015 ricevette l'Heinrich Mann Prize, premio letterario tedesco conferito ogni anno il 27 marzo, giorno di nascita di Heinrich Mann. Nel 2016 ricevette la Legion d'onore e nel 2017 il Premio Principessa delle Asturie per la letteratura. 
Una delle sue opere più conosciute dal largo pubblico è la poesia Try to praise the mutilated world (Prova a cantare il mondo mutilato), uscita sul periodico statunitense The New Yorker dopo gli attentati dell'11 settembre 2001. Per quel che riguarda il suo lavoro da critico e saggista, molto note sono le sue pubblicazioni sul poeta connazionale Czesław Miłosz, Premio Nobel per la Letteratura nel 1980.
In Italia sono usciti presso Adelphi un volume di prose, Tradimento (2007) e l'antologia poetica Dalla vita degli oggetti (2012).

## Opere tradotte
- Tradimento, Adelphi, Milano, 2007
- La ragazzina di Vermeer, Edizioni del Leone, 2010, ISBN 88-7314-313-X
- L' ordinario e il sublime. Due saggi sulla cultura contemporanea, Casagrande, Bellinzona, 2012
- Dalla vita degli oggetti. Poesie 1983-2005, Adelphi, Milano, 2017
- Prova a cantare il mondo storpiato, a cura di Valentina Parisi, Interlinea, Novara, 2019
- Guarire dal silenzio, a cura di Marco Bruno, Mondadori, Milano, 2020, ISBN 9788804722922